# ضيضاعة (حديبو)
ضيضاعة هي إحدى قرى مديرية حديبو التابعة لمحافظة سقطرى، بلغ تعداد سكانها 24 نسمة حسب تعداد اليمن لعام 2004.